# 禄郎 (呼出)
禄郎（ろくろう、1974年（昭和49年）10月4日 - ）は、大相撲の十両呼出である。本名は荒木 謙三（あらき けんぞう）。京都府長岡京市出身。押尾川部屋→尾車部屋→二所ノ関部屋→中村部屋所属。血液型はA型。

## 履歴
- 1993年7月場所 - 初土俵。
- 1994年7月場所 - 呼出の番付制導入により、序ノ口呼出となる。
- 1996年1月場所 - 序二段呼出に昇進。
- 1999年1月場所 - 三段目呼出に昇進。
- 2002年1月場所 - 幕下呼出に昇進。
- 2009年1月場所 - 十両呼出に昇進。

## その他
当初は力士志望だったが、身長が足りないため呼出に転身した。